# 埃斯比约联合足球俱乐部
埃斯比约联合足球俱乐部（丹麥語：Esbjerg forenede Boldklubber，簡稱“Esbjerg fB”或“EfB”），是丹麦港口城市埃斯比约的一个足球俱乐部，成立于1924年。该队现参加丹麥足球甲級聯賽。

## 荣誉
- 丹麥足球超級聯賽
  - 冠軍（5）：1961, 1962, 1963, 1965, 1979
  - 亞軍（3）：1956, 1968, 1978
  - 季軍（2）：1977, 2004

- 丹麥盃
  - 冠軍（3）：1964, 1976, 2013

## 名將錄
- 米高·舒祖堡(Michael Schjønberg)
- 尼基·辛寧(Niki Zimling)